# インサラータ・カプレーゼ

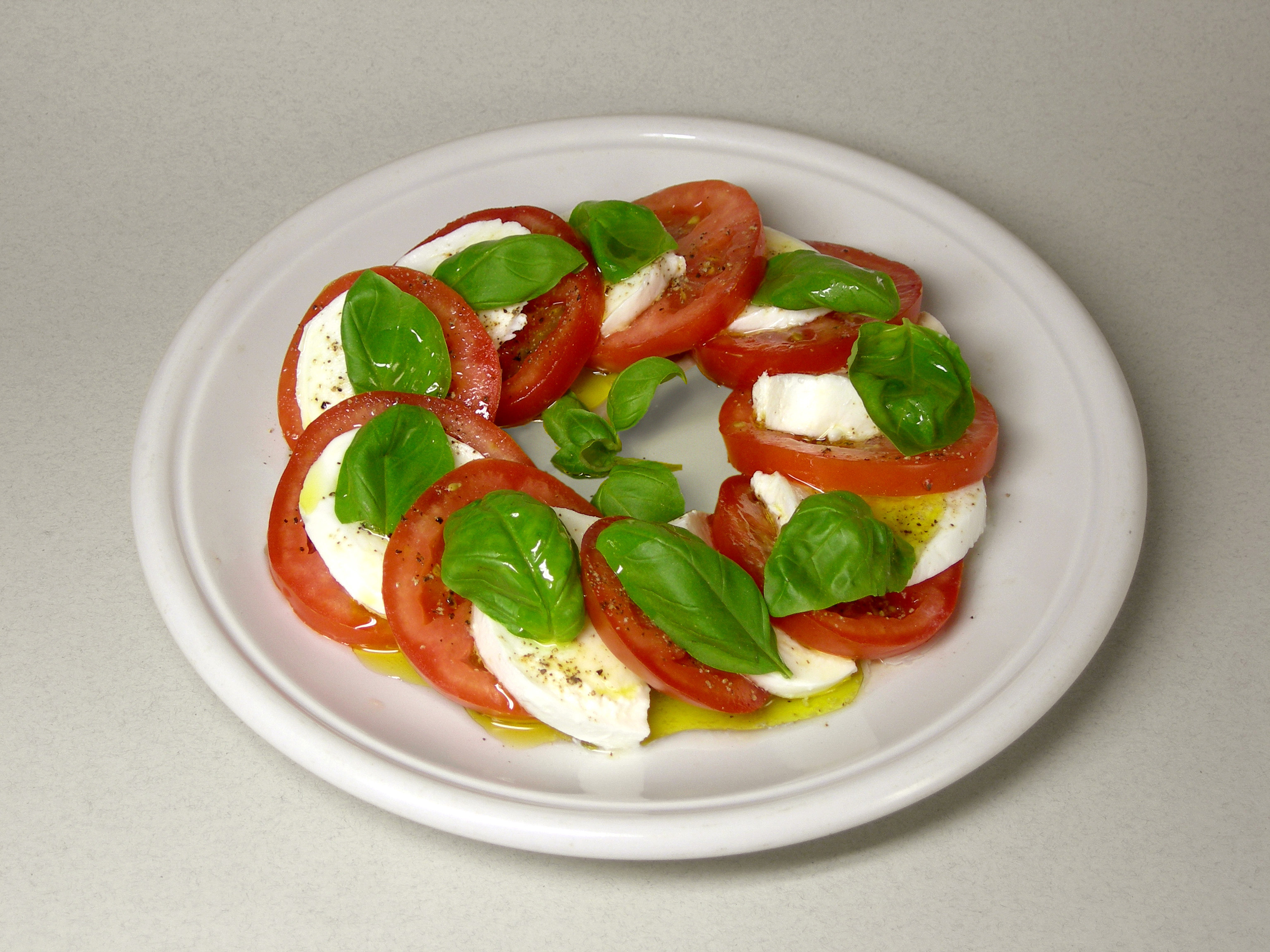

インサラータ・カプレーゼ（伊: Insalata Caprese[insaˈlaːta kaˈpreːze;]）は、イタリア南部カンパニア地方のサラダである。直訳すると「カプリ島のサラダ」という意味。

## 概要
「グランドホテルキジサーナ」の晩餐会で提供され、イタリア全土へ広まったとされている。
マルゲリータと同じく赤、白、緑の配色がイタリア国旗をイメージさせる。

## 作り方
材料にはスライスしたトマト、モッツァレッラ（特に水牛の乳から作る「モッツァレッラ・ディ・ブーファラ(Mozzarella di Bufala) 」）、バジリコかオレガノを使う 。これらを塩や黒胡椒、オリーブオイルなどで味付けする。